# Pseudococcus concavocerarii
Pseudococcus concavocerarii är en insektsart som beskrevs av James 1934. Pseudococcus concavocerarii ingår i släktet Pseudococcus och familjen ullsköldlöss. Inga underarter finns listade i Catalogue of Life.